# Люсі Тайлер-Шармен
Люсі Тайлер-Шармен (англ. Lucy Tyler-Sharman, 6 червня 1965) — австралійська велогонщиця.
Бронзова призерка Олімпійських Ігор 1996 року.